# Dordrechts Museum

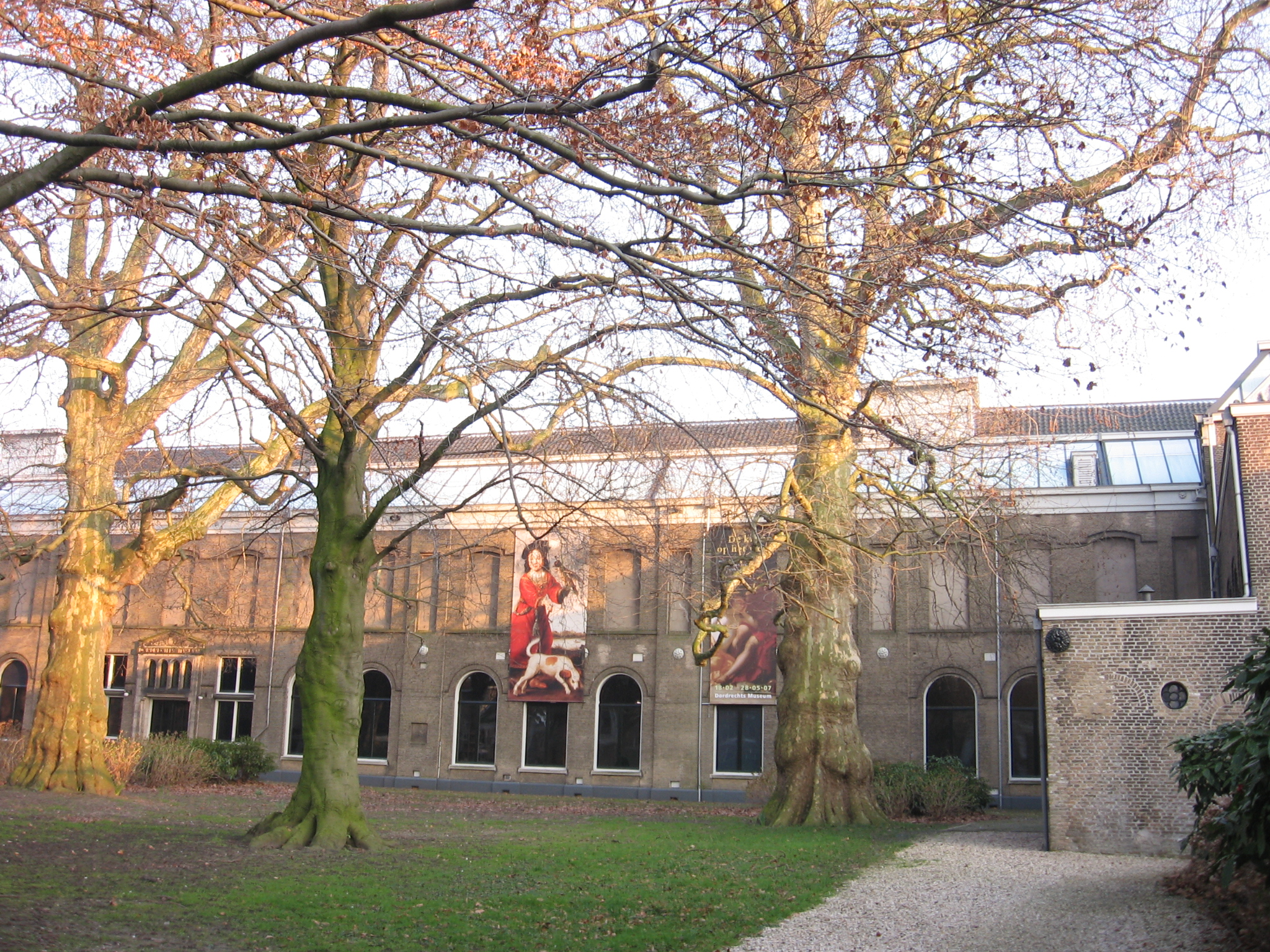
Außenansicht Dordrechts Museum

Das Dordrechts Museum befindet sich in der Gemeinde Dordrecht in der niederländischen Provinz Südholland. Das 1842 gegründete Museum ist eines der ältesten der Niederlande mit dem Schwerpunkt der niederländischen Malerei.

## Geschichte
Gegründet wurde das Dordrechts Museum am 2. Mai 1842, als fünf Bürger aus Dordrecht unter der Leitung des Bürgermeisters Jacob Cornelis Jantzon van Erffrenten (1769–1859) den Bürgern die Absicht bekannt gaben, die erste Kunstsammlung in der Stadt einzurichten.
Es ist eines der ältesten Museen und Bildergalerien der Niederlande sowie eines der wichtigsten Museen für bildende Kunst in den Niederlanden. Die Sammlung umfasst Gemälde aus sechs Jahrhunderten.
Im Boterbeurs-Gebäude in der Wijnstraat in Dordrecht war die Sammlung nach der Gründung des Museums über 50 Jahre untergebracht. Platznot auf Grund des Wachstums der Kunstsammlung führte 1904 dazu, dass ein neues, größeres Gebäude in der Lindengracht, die heute Museumstraat heißt, bezogen wurde. Dieses Gebäude geht auf ein Kloster zurück, welches sich im Mittelalter an der Stelle befunden hatte. Es wurde im 17. Jahrhundert um ein Waisen- und ein Pesthaus erweitert; später beherbergte das Gebäude vor dem Einzug des Museums eine Pflegeeinrichtung für Menschen mit psychischen Problemen.
Mit den Plänen für den Einzug des Museums ging eine Renovierung des Gebäudes einher. Diese leitete der Dordrechter Architekt Bernard van Bilderbeek. Er gestaltete unter anderem den Eingang im Garten. In dem Gebäude wurden nicht nur die Ausstellungsräume untergebracht, sondern auch Wohn- und Arbeitsräume für den Direktor und ein Sitzungssaal.
Bereits knapp 25 Jahre später war die Sammlung so stark weiter angewachsen, dass erneut erweitert werden musste. Der Wunsch nach einem Ausbau konnte jedoch erst in den 1970er Jahren realisiert werden. Nach Entwürfen von Walter Nikkels erhielt das Museum zwei Nebengebäude. Diese sind mit dem alten Gebäude durch einen Wintergarten verbunden. Es entstanden Ausstellungsräume für moderne Kunst, ein Depot und ein Kino. Neben dem renovierten Eingang entstand auf der Gartenseite ein kleines Café mit Terrasse.
Um moderne Anforderungen an ein Museum als Ort zum Lernen, Treffen, Entspannen zu erfüllen und um Aktivitäten für alle Altersgruppen zu ermöglichen, wurde das Museum 2008–2010 radikal renoviert. Hinzu kamen auch ein Shop und ein Restaurant. Der Entwurf für den Umbau geht auf den Architekten Dirk Jan Postel vom Rotterdamer Büro Kraaijvanger Urbis zurück. Geschaffen wurde eine Dauerausstellungsfläche für die Sammlung, ein eigener Flügel für Wechselausstellungen und mehr Platz für Besucher. Der Innenraum wurde von den Amsterdamer Innenarchitekten Merkx + Girod entworfen. Die Gartengestaltung stammt von Michael van Gessel.
Nach diesem Umbau befindet sich der Zugang, wie schon 1904, wieder durch den Garten. Der Garten ist mit seinem Bestand an zum Teil jahrhundertealten Bäumen zu einem Teil des Museumsbesuchs geworden. Ein neuer Wintergarten und ein gläserner Eingang wurden hinzugefügt, doch blieben die ursprünglichen Fassaden erhalten und diese umfassen auch das älteste Mauerwerk aus dem Mittelalter.

## Sammlung
Die weltweit größte Sammlung von Werken von Ary Scheffer, einem der angesehensten und bestbezahlten Künstler seiner Zeit, ist im Dordrechts Museum beheimatet. Die Sammlung geht auf die Privatsammlung von Leendert Dupper (1799–1870), einem Zuckerhersteller und begeisterten Kunstsammler, zurück. Zu den wertvollsten Werken der Sammlung gehören unter anderem Gemälde von Abraham und Jacob van Strij, Barend Cornelis Koekkoek, Johan Hendrik Weissenbruch, Jan Weissenbruch, Hendrik Willem Mesdag, Jacob Maris und Jan Toorop.
Die Sammlung umfasst im Wesentlichen niederländische Malerei von der Renaissance bis einschließlich der zeitgenössischen Kunst. Das Museum ist durch feste Routen erschlossen, so dass die Sammlung wahlweise von der Vergangenheit in die Gegenwart oder in Gegenrichtung besichtigt werden kann. Konzipiert ist die Sammlung nach Epoche und/oder Stil.

### Renaissance

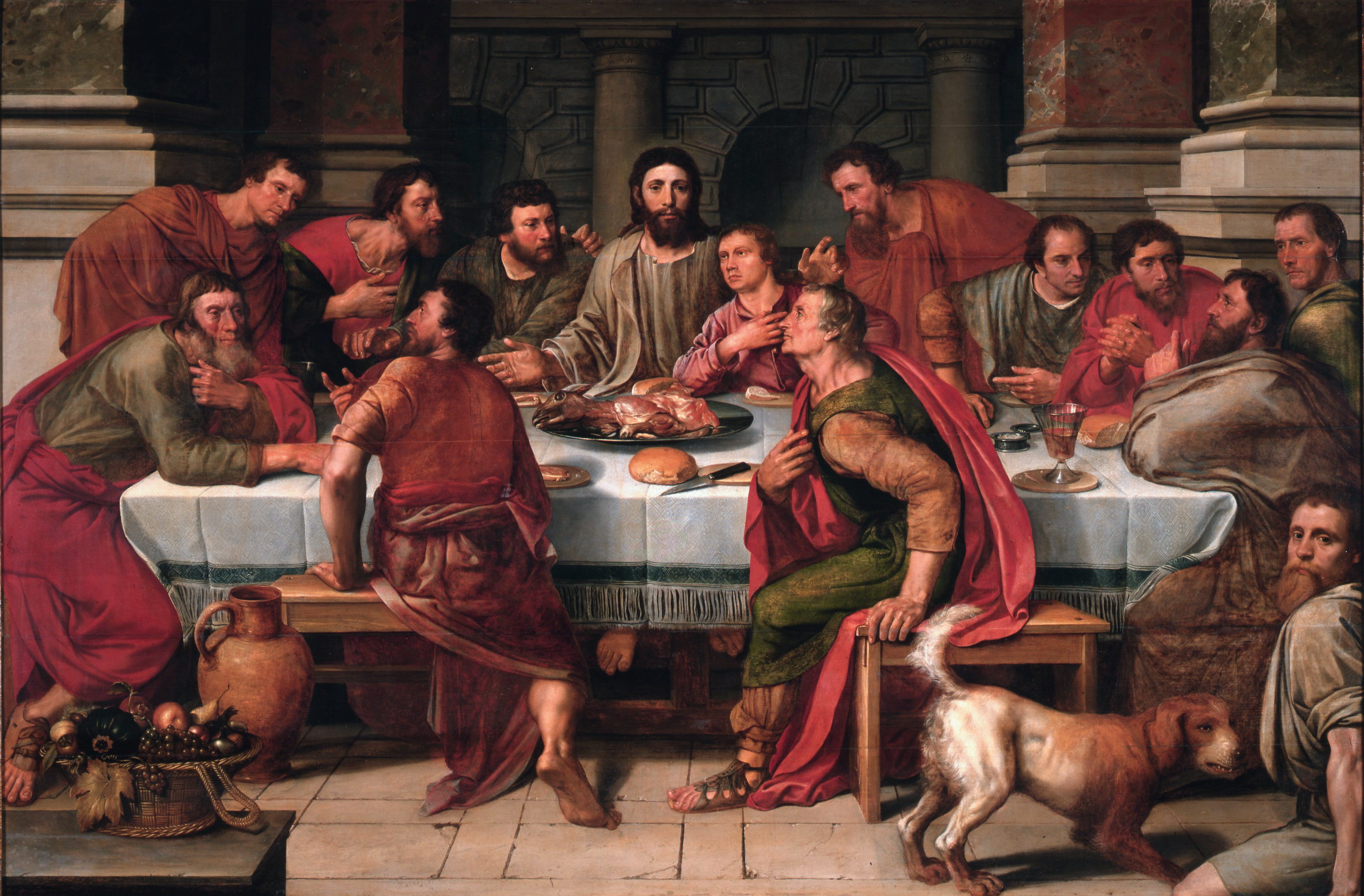
Das letzte Abendmahl, Willem Key

### Barock
Die Kunstsammlung aus dem Barock bzw. Goldenem Zeitalter besteht größtenteils aus Werken von: Aelbert Cuyp, Ferdinand Bol und Nicolaes Maes.

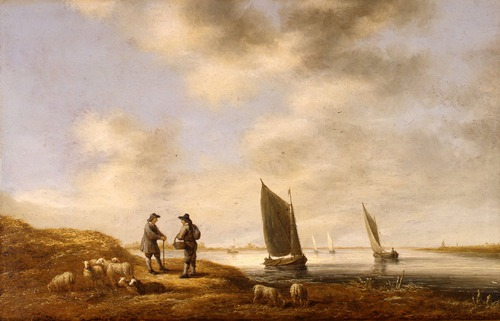
Blick auf den niederländischen Fluss, Aelbert Cuyp
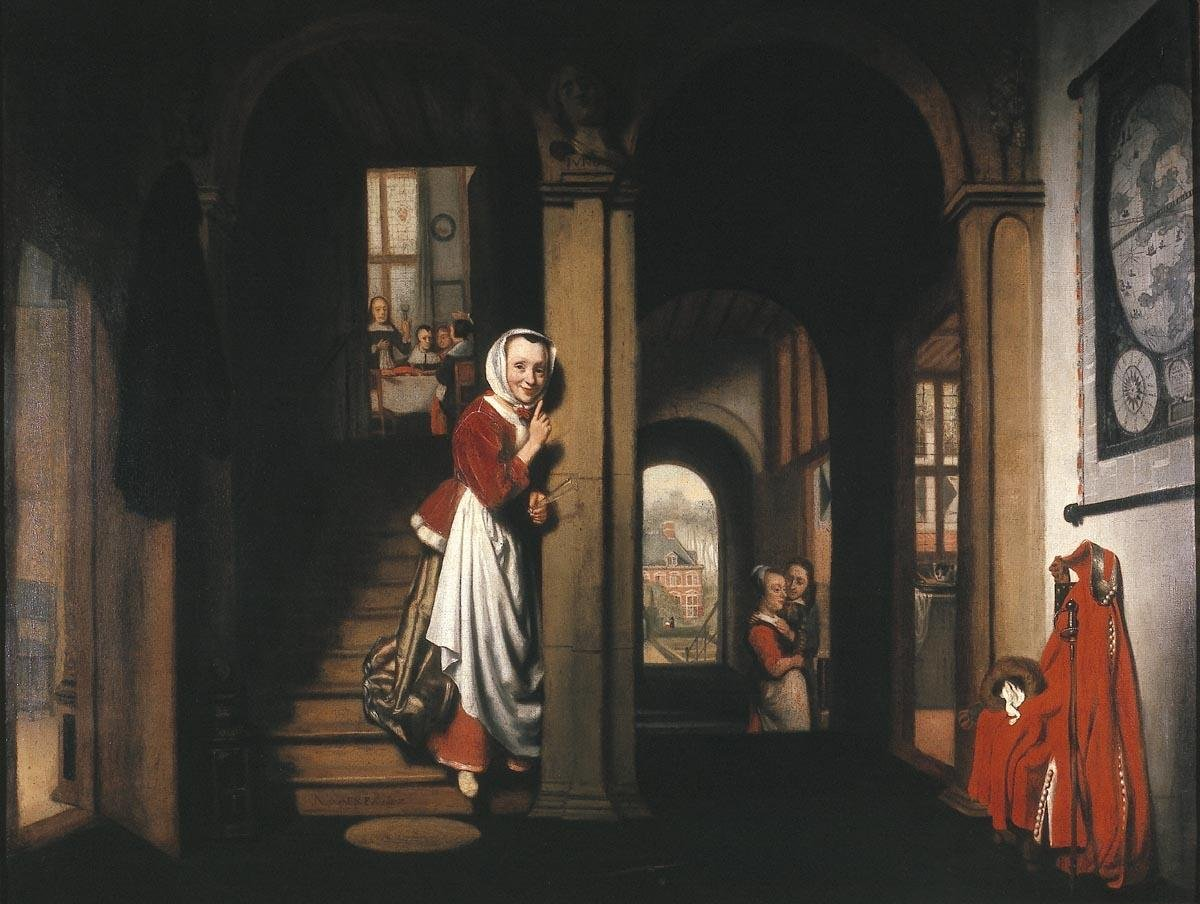
Der Lauscher, Nicolaes Maes
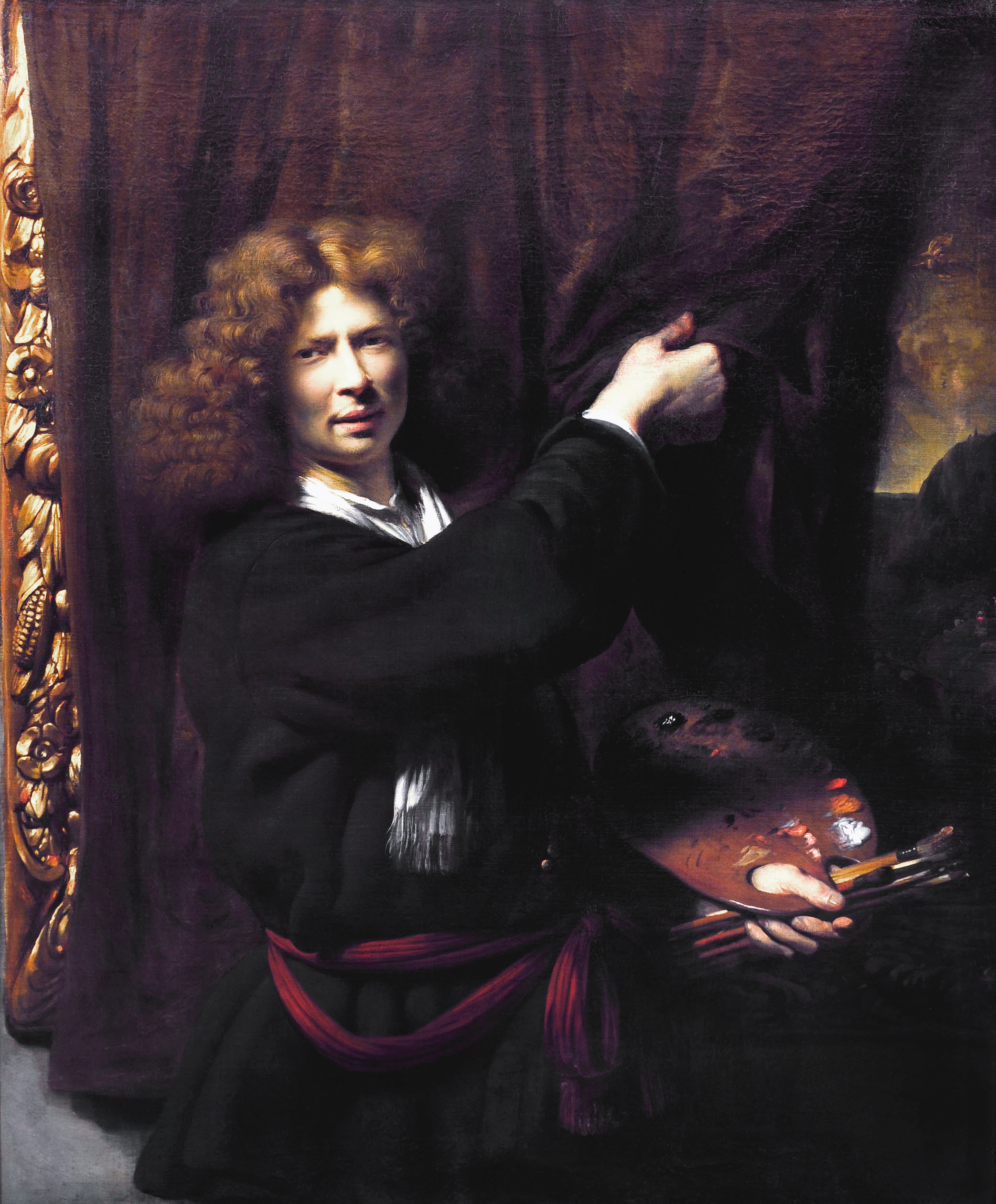
Selbstporträt, Cornelis Bisschop
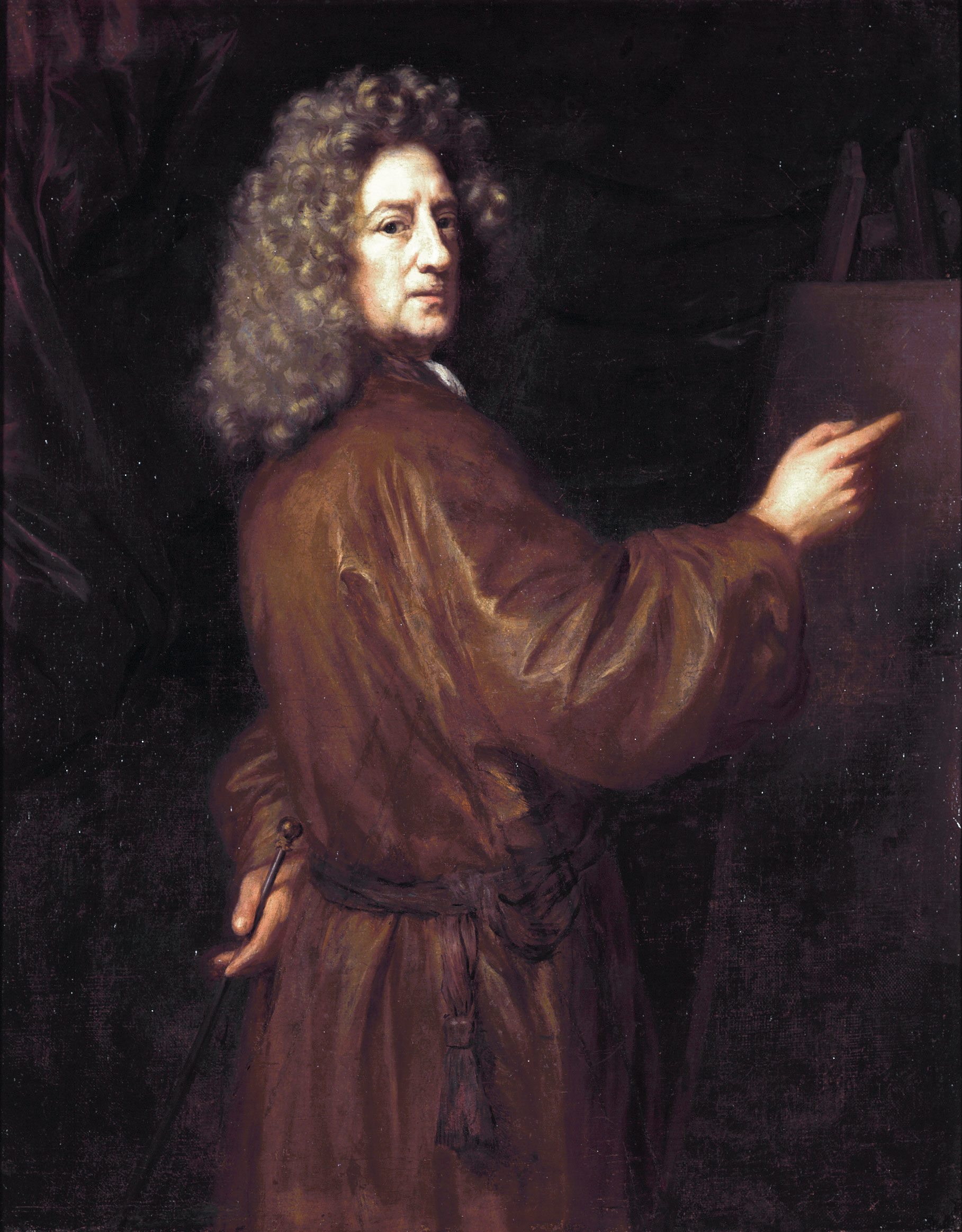
Selbstporträt, Nicolaes Maes
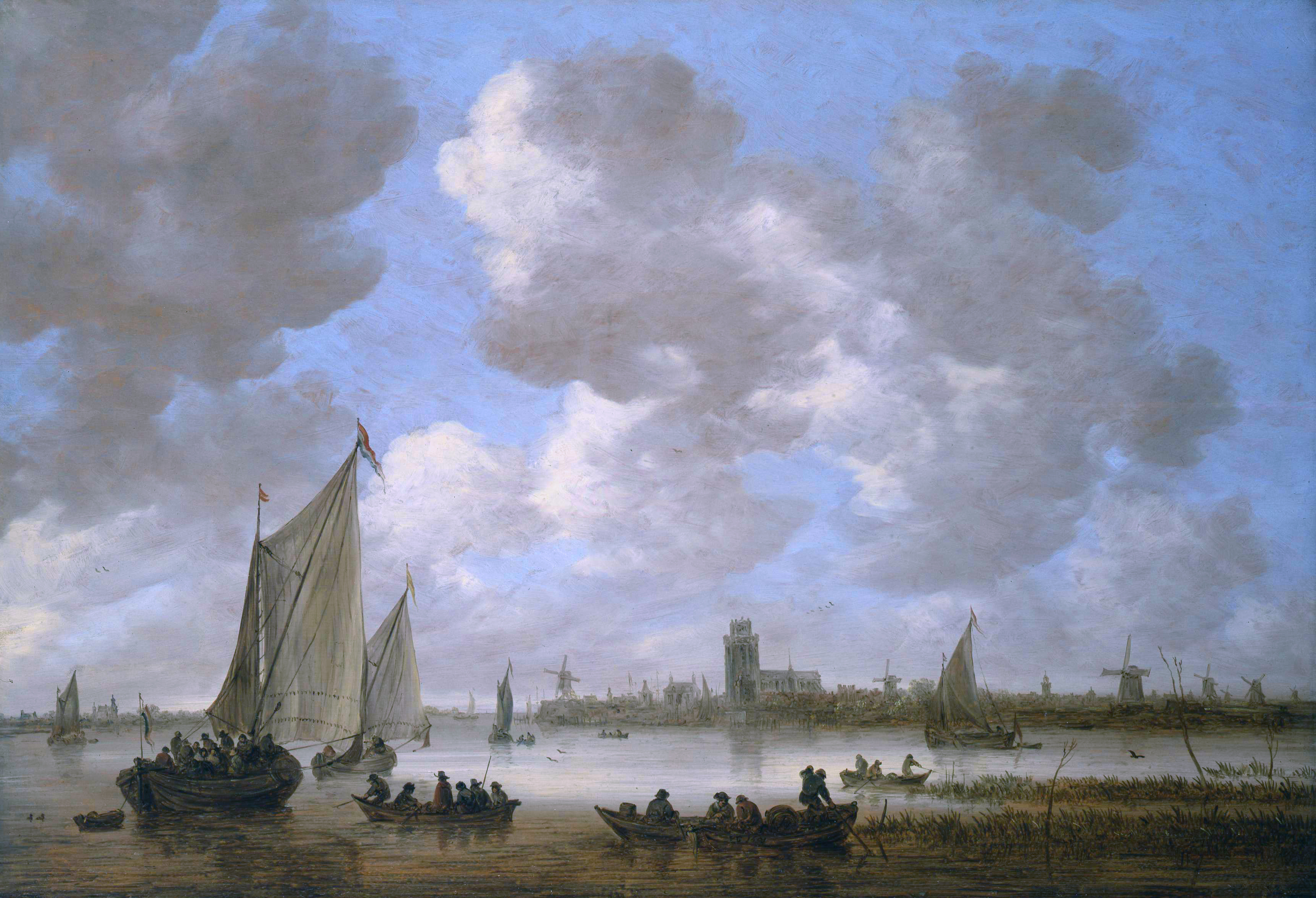
Ansicht von Dordrecht, Jan van Goyen
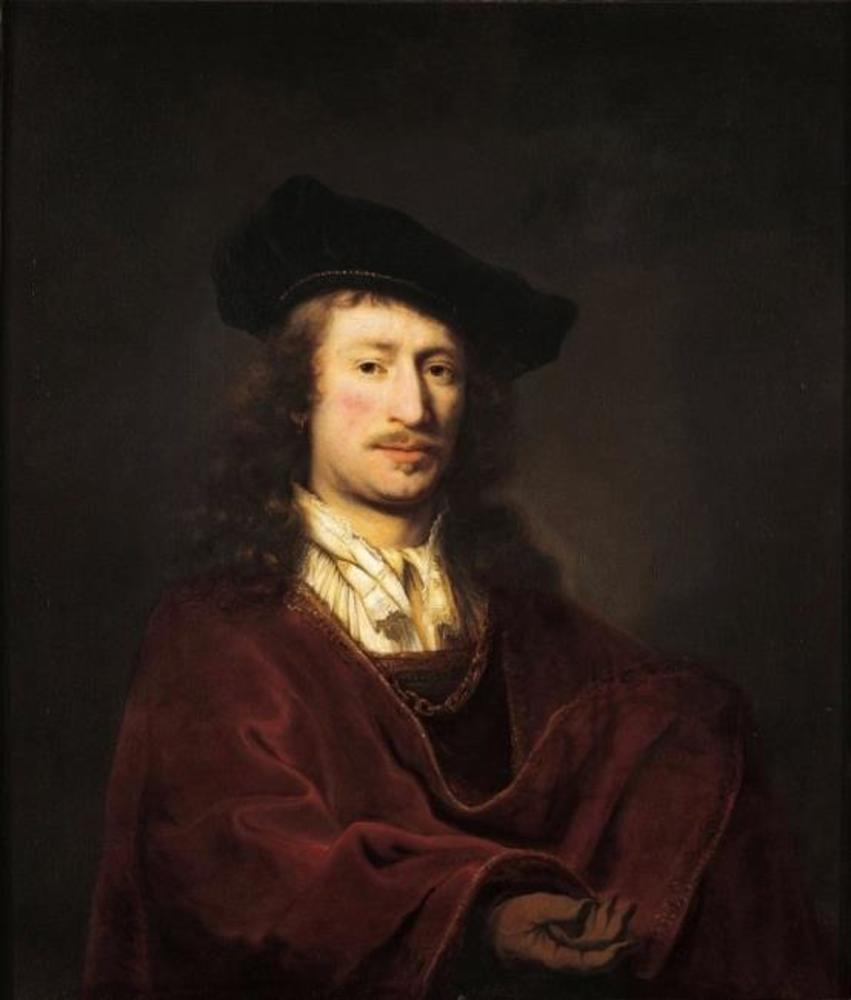
Selbstporträt im Alter von dreißig Jahren, Ferdinand Bol

### Romantik

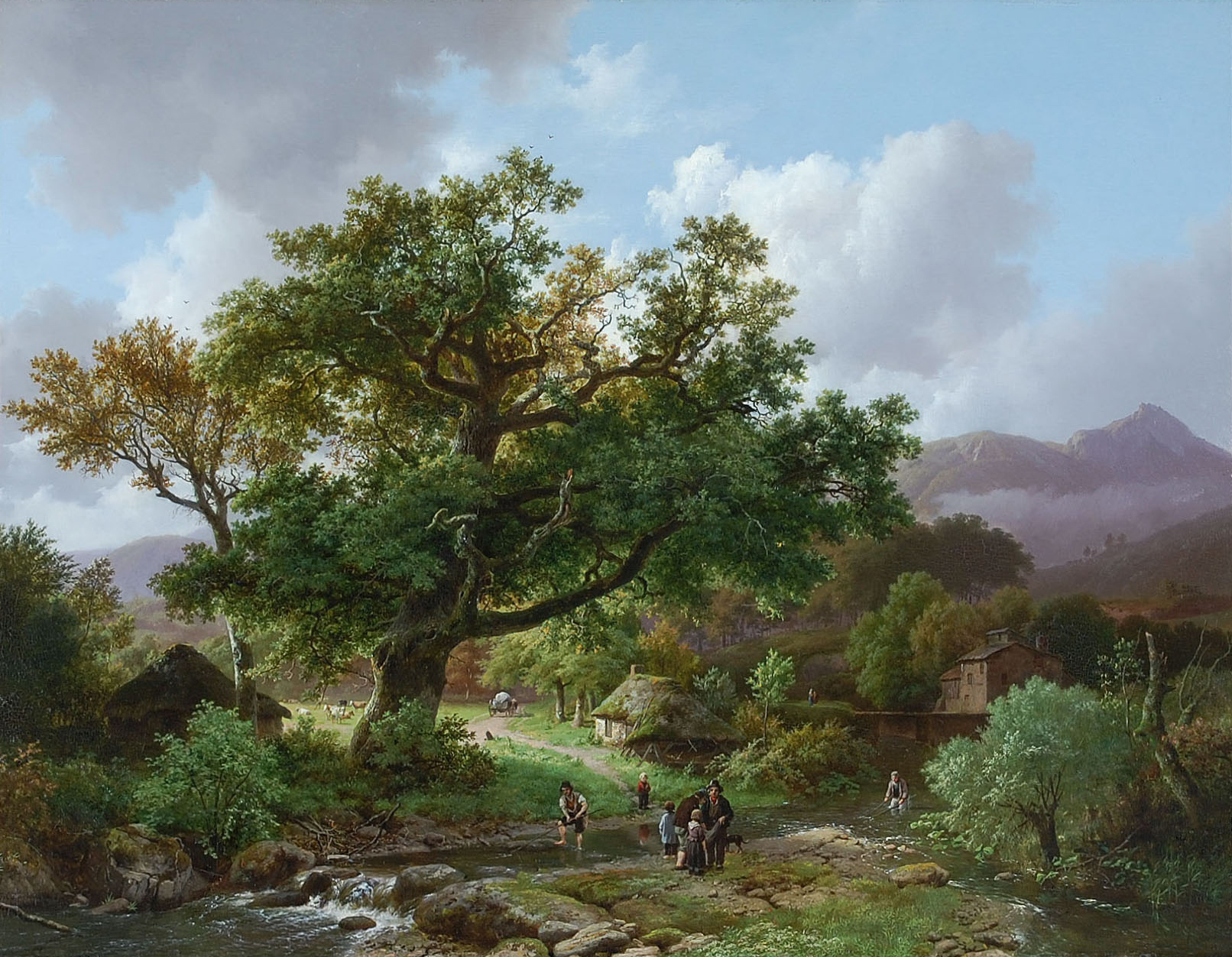
Landschaft im Schwarzwald mit Hummerfischer, Barend Cornelis Koekkoek
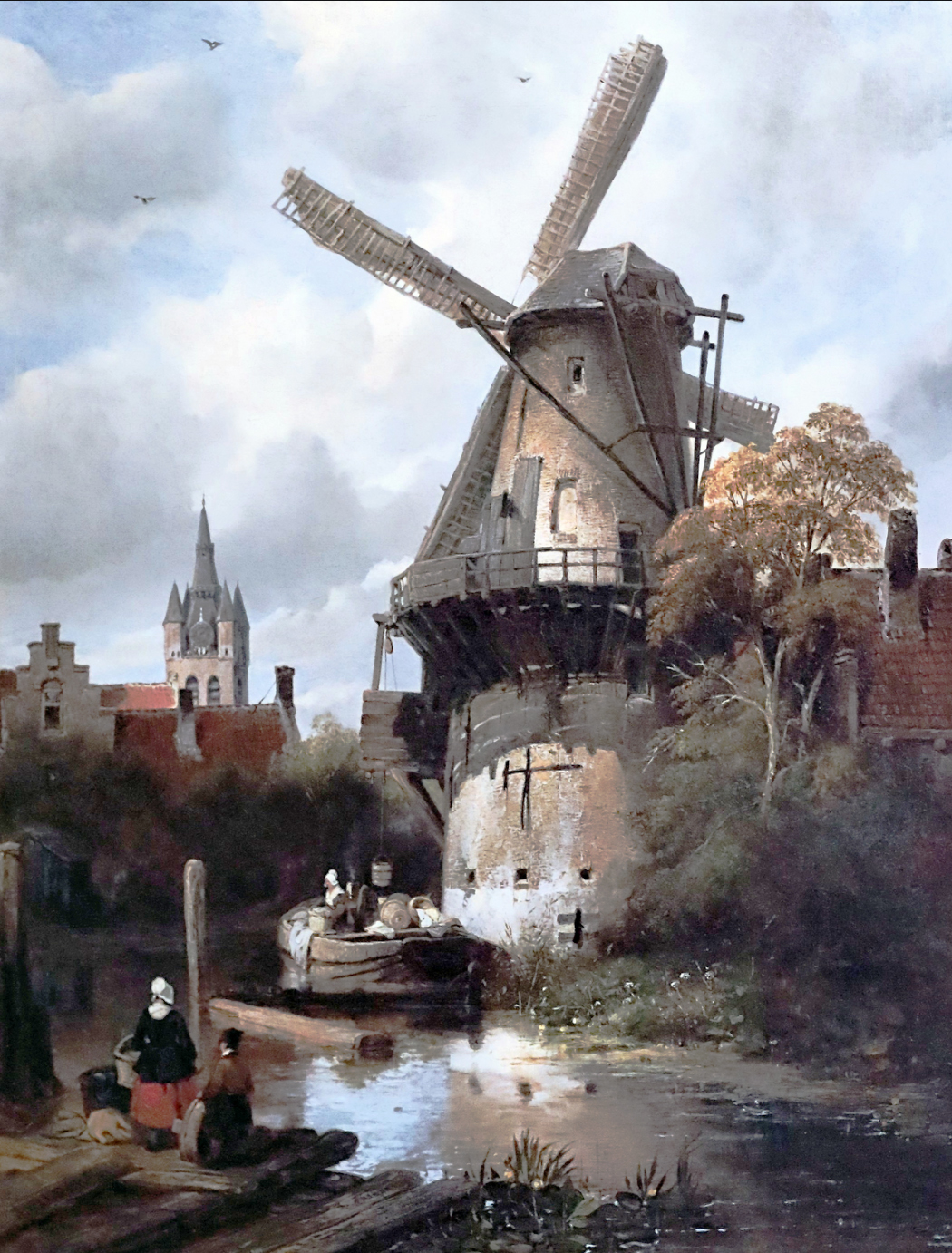
Windmühle mit Blick auf Delft, Antonie Waldorp
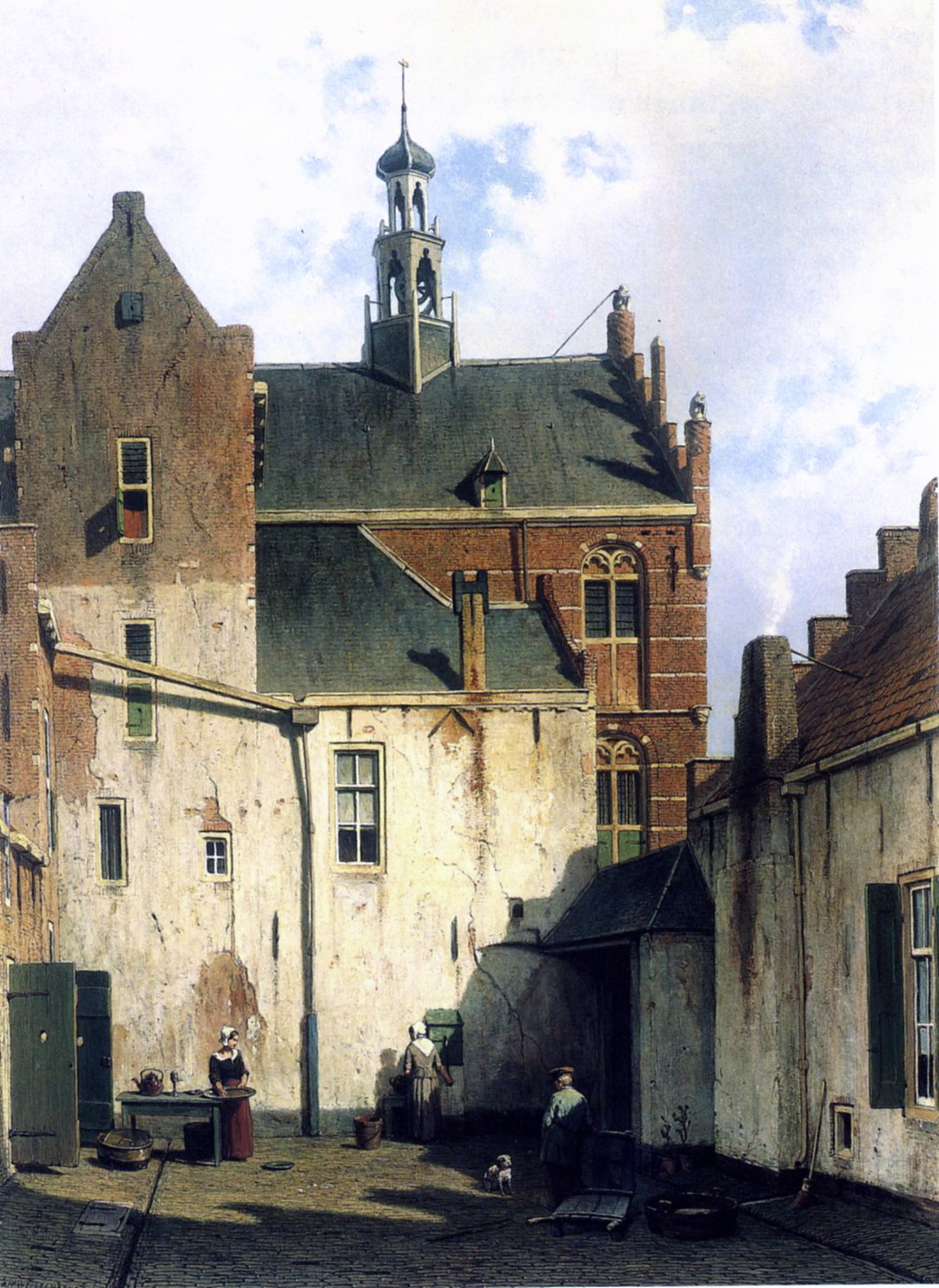
Innenhof des Rathauses in Culemborg, Jan Weissenbruch

### Impressionismus
Die Sammlung impressionistischer Kunst umfasst unter anderem Werke der Haager Schule.

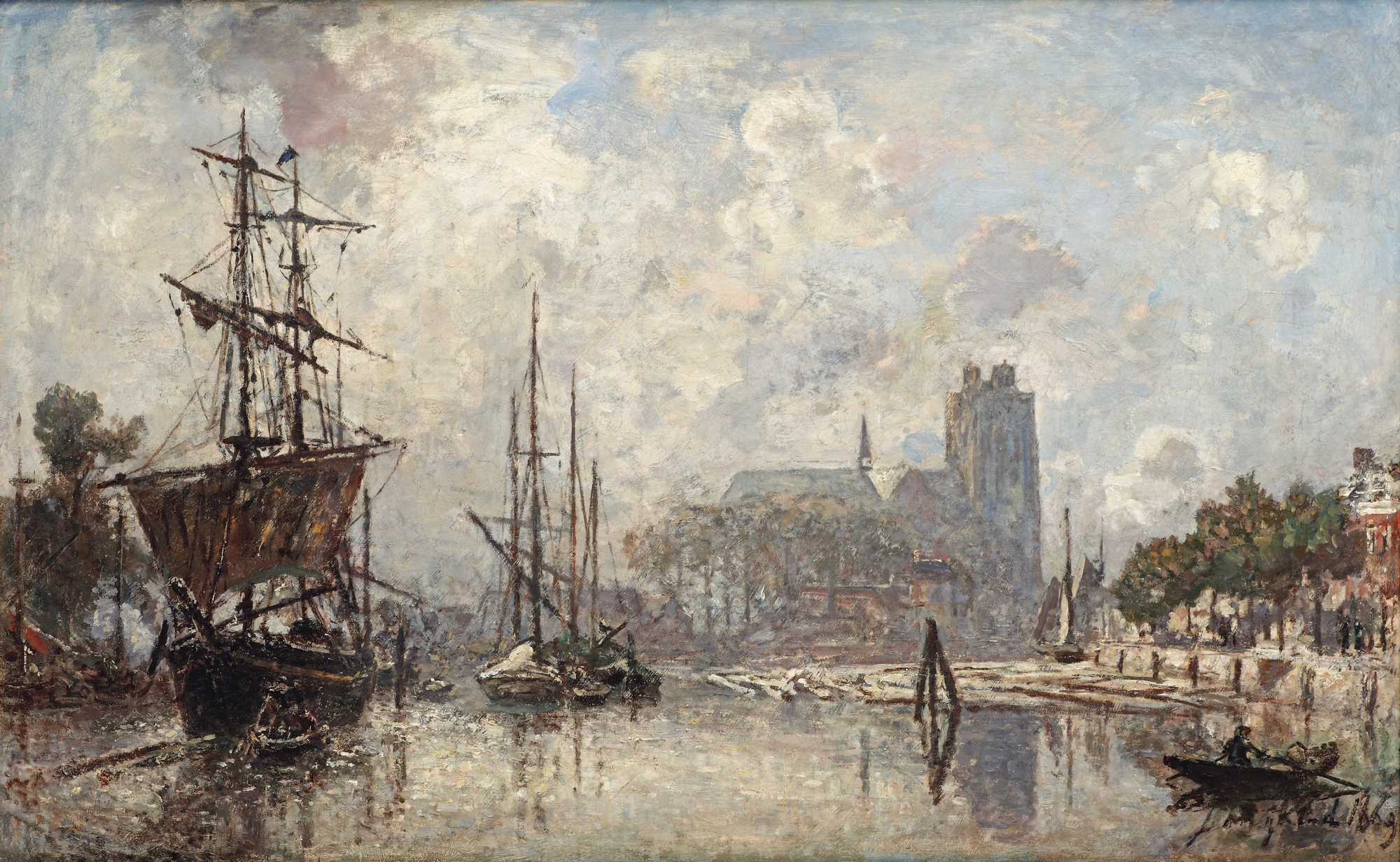
Der Hafen von Dordrecht, Johan Barthold Jongkind
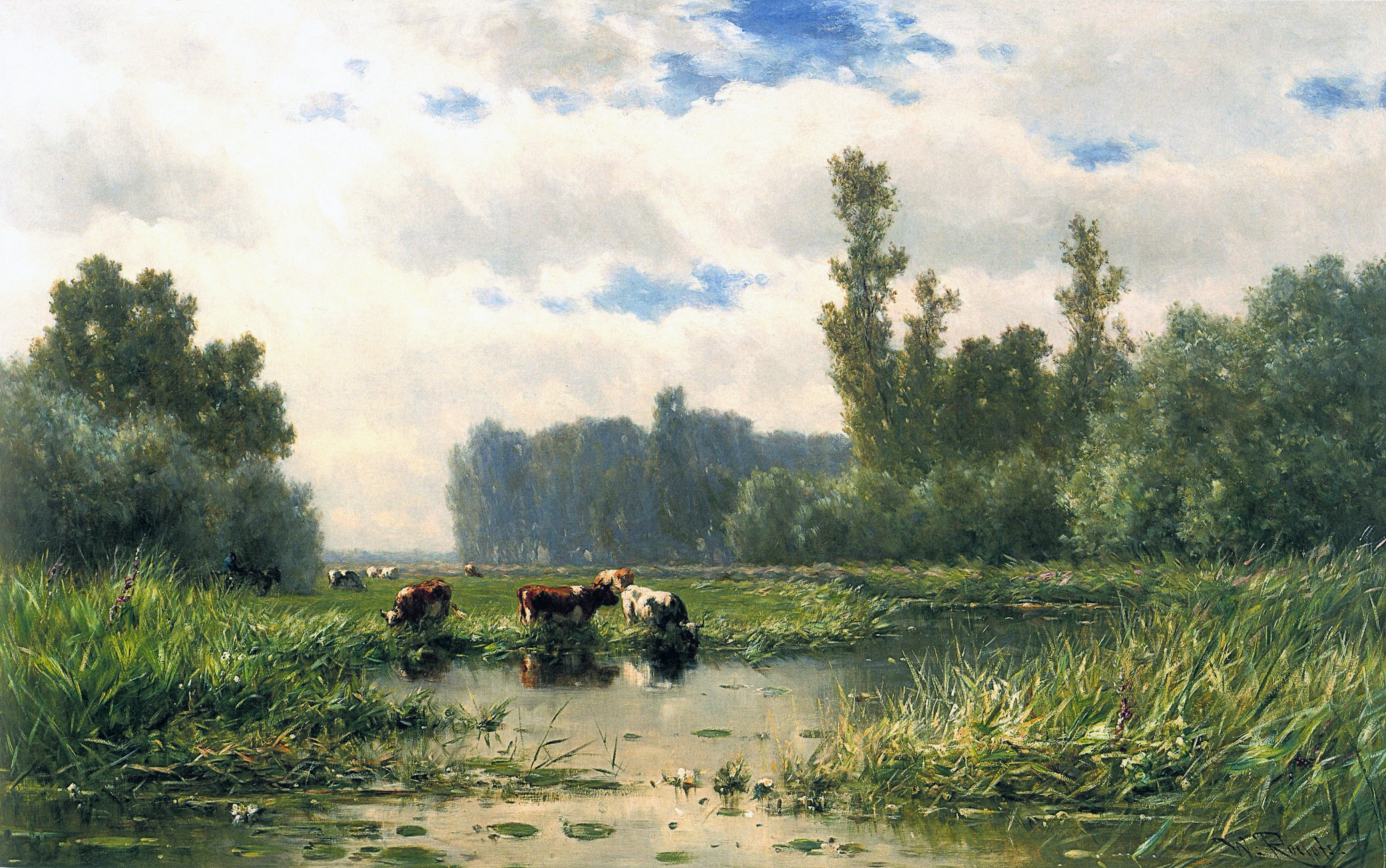
Kühe am Wasser, Willem Roelofs
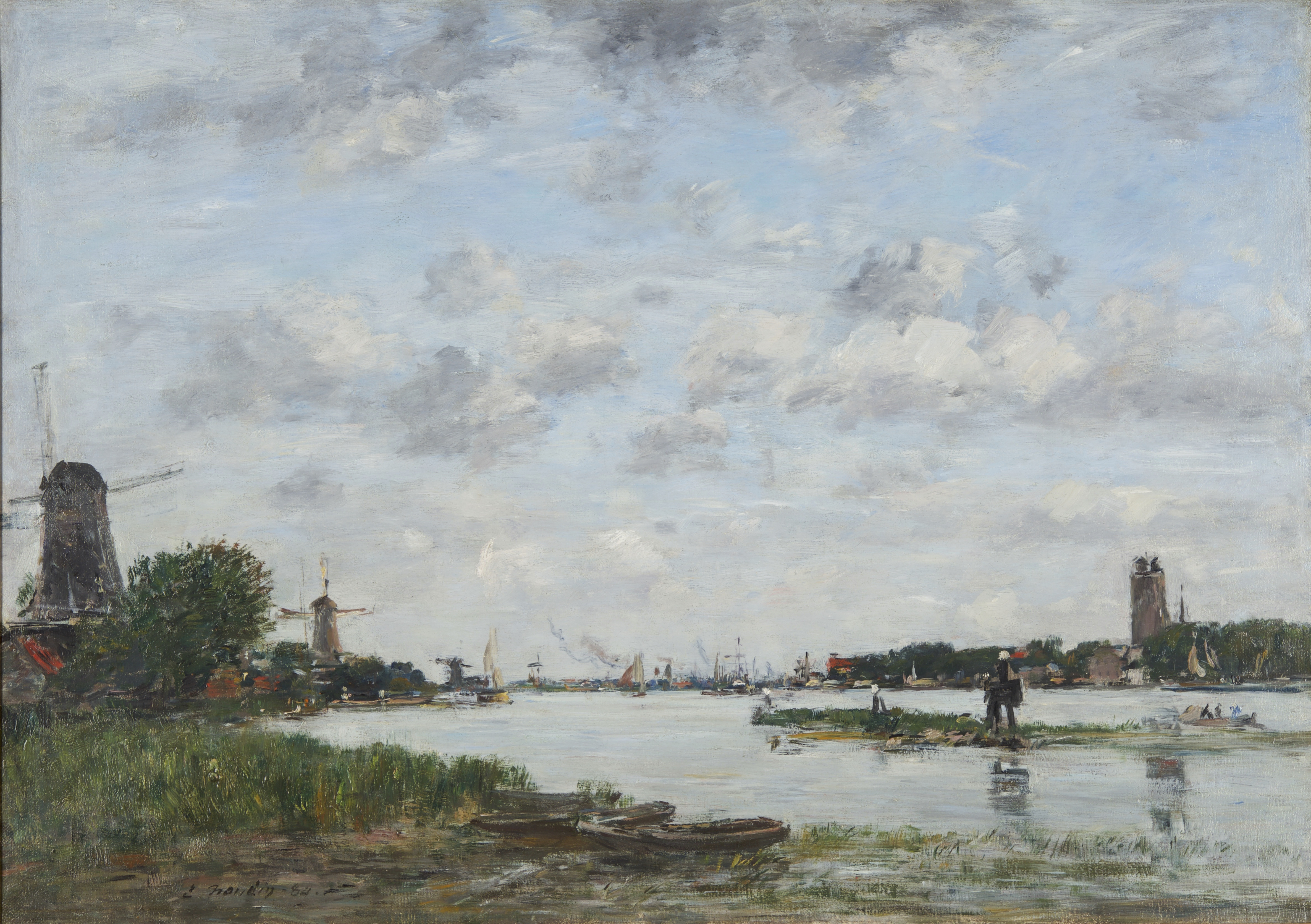
Die Maas bei Dordrecht, Eugène Boudin
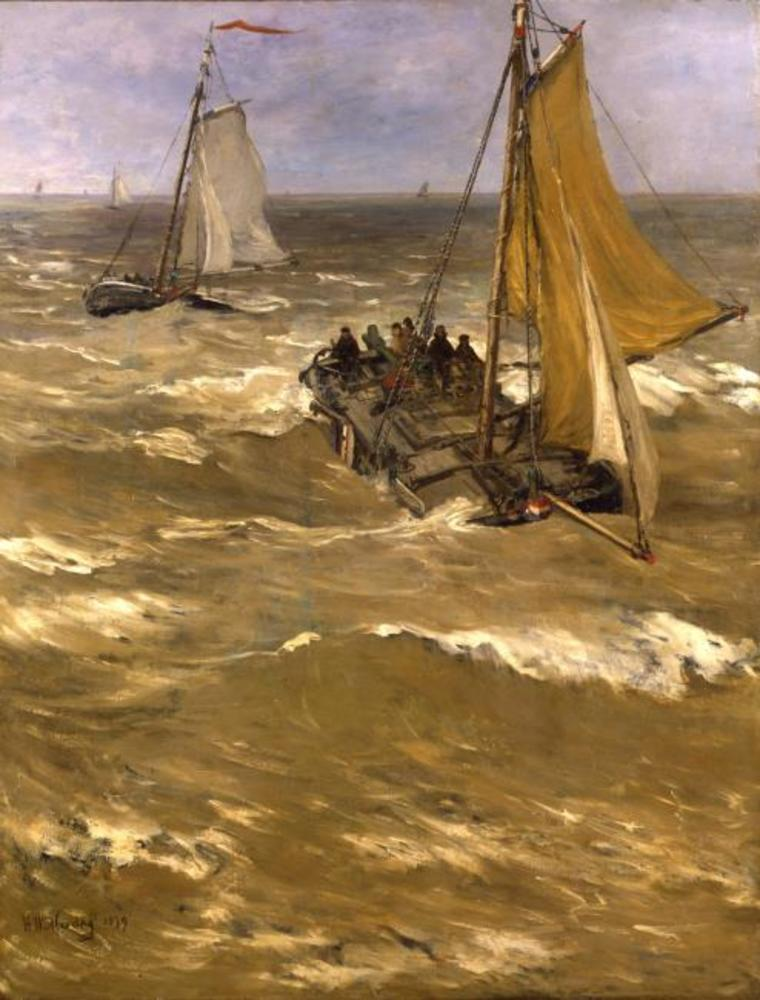
Im Branding, Hendrik Willem Mesdag
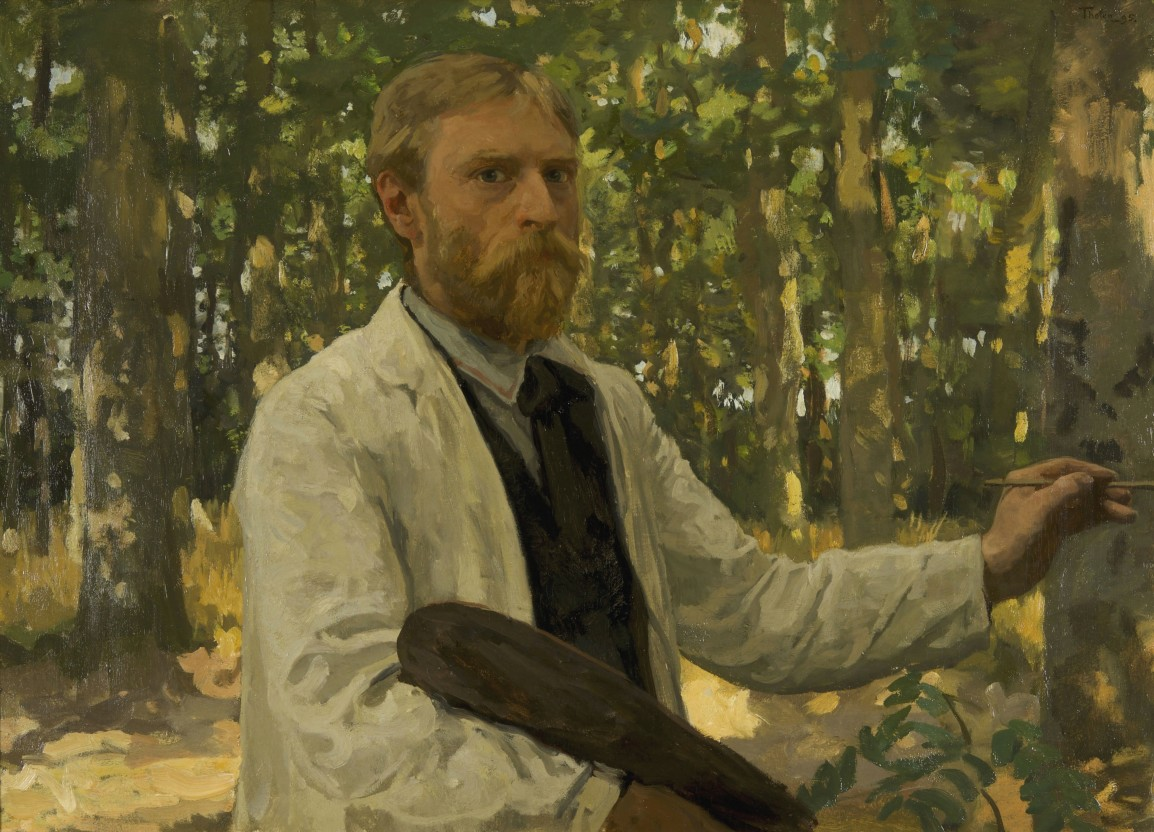
Selbstporträt, Willem Bastiaan Tholen